# Walther Hermann Ryff

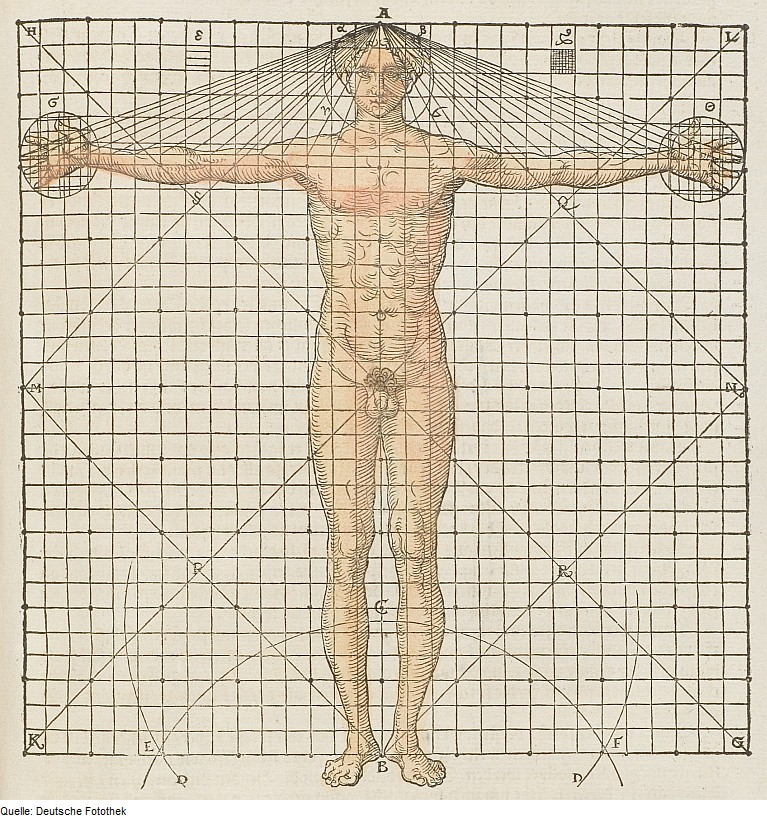
Les proportions du corps, gravure dArchitectur, 1547

Walther Hermann Ryff (Gvaltherivm Rivius) était un chirurgien du XVIe siècle. Certaines biographies le font naître en 1500 à Strasbourg, d'autres à Zurich. Il est mort à Wurtzbourg le 29 septembre 1548. 
Ryff écrivit de nombreux ouvrages sur la physique et les mathématiques, la pharmacie, l'anatomie, l'obstétrique, la tératologie, l'orthopédie et les techniques chirurgicales de l'époque. En 1545 dans son Traité de chirurgie, il propose une technique novatrice basée sur l'utilisation de crochets dans le cadre d'une phlébectomie. Le principe est encore utilisé de nos jours. 
Comme beaucoup de savants de l'époque, Ryff était également alchimiste et astrologue. Ce penchant pour ces sciences se retrouve dans ses traités de tératologie avec la présence de monstres et de créatures imaginaires. 
C'est aussi un spécialiste d'architecture, qui publie de nombreux ouvrages, en particulier la première traduction en haut allemand du De architectura de Vitruve, le Vitruvius Teutsch (1548).